# Schlechte Helden
Schlechte Helden ist eine deutsche Komödie aus dem Jahr 2022 der Regisseure David Grimaud, Andreas Klinger und David-Jonas Frei. Letzterer entwickelte das Drehbuch und spielte eine der Hauptrollen. Produziert wurde der Film von bluearc production als Abschlussfilm an der Filmarche in Berlin.
Als er die Fabrik seines Vaters abbrennt, muss der Schnösel Finn (David-Jonas Frei) mit seinen Freunden nach Berlin reisen, um dort sein geliebtes Lama vor Verbrechern und der Schlachtbank zu retten.

## Handlung
In der Villa seines reichen Vaters genießt Finn mit seinen Freunden und dem Lama, das er nach seinem Idol Beethoven benannt hat, ein schönes, unbeschwertes Leben. Doch dann werden Finn und Nico aus diversen Gründen zwangsexmatrikuliert. Finn verliert den Nebenjob in der Fabrik seines Vaters, weil er sie aus Versehen mit einem Joint in die Luft gejagt hat. Der Vater hat die Schnauze voll, schmeißt ihn zu Hause raus und verkauft dessen geliebtes Lama an einen Schlachter im fernen Berlin.
Finn und Nico rufen ihre Freundinnen, Lea und Kimi, zur Hilfe. Zusammen klauen sie das Auto von Finns Vater, was dieser gleich der Polizei meldet. Sie findet das Auto auf einer Raststätte, doch die vier Freunde schaffen es rechtzeitig, ihr Fluchtfahrzeug gegen das eines Reichsbürgers auszutauschen der dafür von der Polizei verhaftet wird, die ihn verdächtigt, das Auto von Finns Vater gestohlen zu haben. Die Aktion geht von Kimi und Lea aus, die damit ihren Freunden imponieren.
In Berlin angekommen, finden die vier Freunde statt des Lamas im Schlachthof zuerst ein Drogenversteck. Finn will daraufhin lieber die Drogen zu Geld machen, als sich um seine Freunde und sein Lama zu kümmern. Die Gruppe trennt sich im Streit von Finn. Er wird von Gangstern erwischt und verprügelt.
In einer Ohnmacht erscheint ihm im Delirium sein Lieblingskomponist Beethoven persönlich und rät ihm, sein Leben in den Griff zu bekommen und um seine Freunde zu kämpfen. Seine Freundin Lea entwickelt währenddessen zusammen mit einem dazu geholten Polizisten einen Plan, um Finn zu befreien. Dieser entschuldigt sich halbherzig. Die Polizei rettet das Lama Beethoven vor den Gangstern, die auch den Schlachthof führen, und bringt die vier Freunde wieder zurück ins Schloss von Finns Vater. Zum Schluss versöhnen sich alle und bauen die zerstörte Fabrik wieder auf.

## Veröffentlichung
Der Film feierte am 12. Juni 2022 seine Premiere auf Amazon Prime Video.

## Produktion
Schlechte Helden wurde in Berlin (u. a. in der Charité) und Brandenburg (u. a. im Jagdsitz Hubertushöhe) gedreht. Die Finanzierung erfolgte auch durch die Crowdfunding-Plattform Startnext.